# 董陽孜
董陽孜（1942年10月6日—），臺灣女性視覺藝術家。原籍浙江，出生於上海，孩提時代隨家人移居臺灣。因工於書法，常以書法為基礎來進行不同型式的藝術創作。

## 荣誉

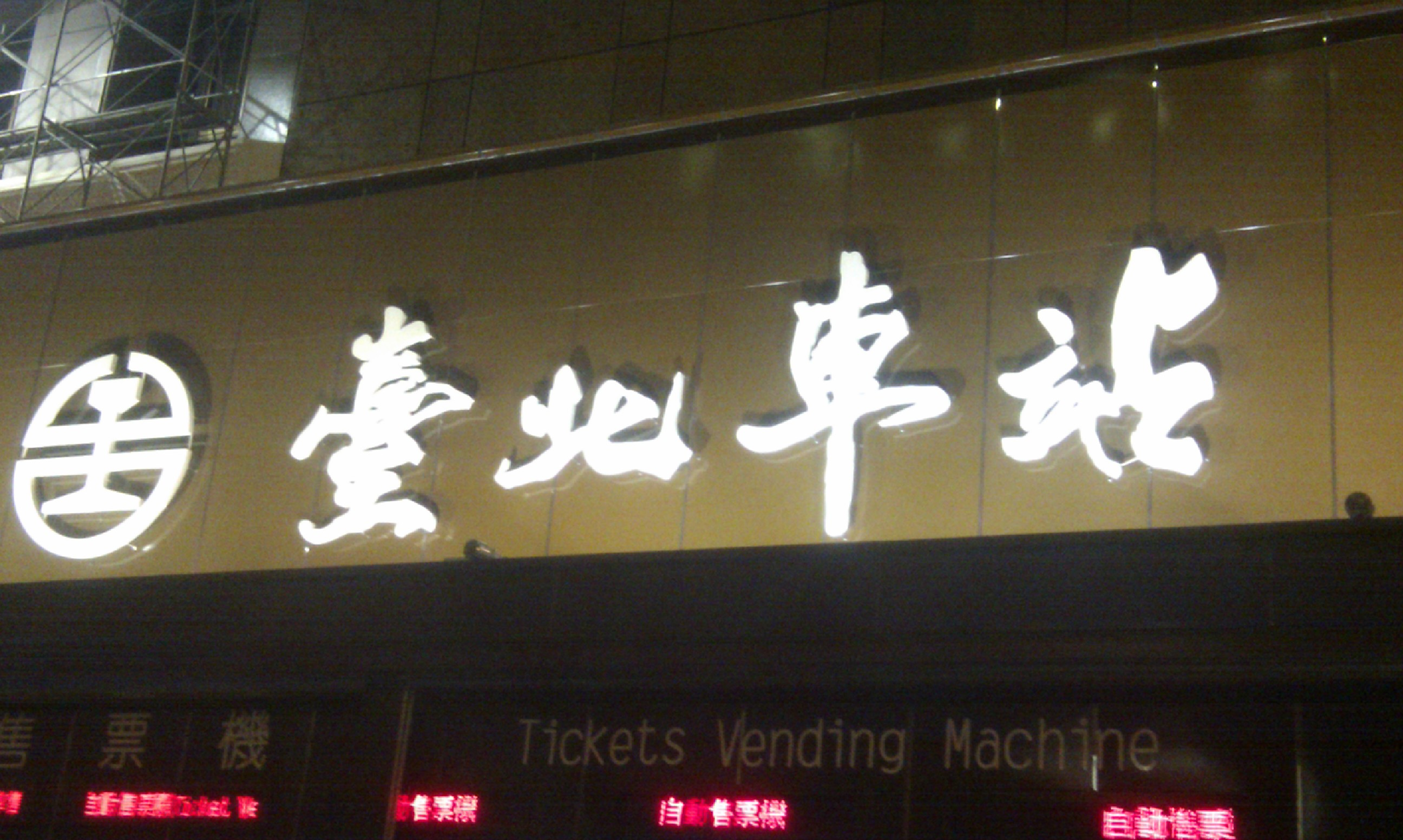
董陽孜題字的台北車站，置於售票處上方。

### 中华民国勋章奖章
- 二等景星勋章（2015年11月12日于台北总统府颁授[1]）

## 出版作品
- 1973年，《董陽孜作品集》
- 1993年，《董陽孜作品集》，國立清華大學藝術中心出版
- 1994年，《董陽孜作品集》，臺北市立美術館出版
- 1997年，《董陽孜作品集》，誠品書店出版（ISBN 9789579722759）
- 2000年，《董陽孜作品集》，國立歷史博物館出版
- 2000年，《心跡：董陽孜書法集》，遠見天下出版
- 2003年，《字在自在：董陽孜書法作品》，自在工作室出版（ISBN 9789572855607）
- 2004年，《有情世界：董陽孜書法作品》，自在工作室出版（ISBN 9789572855614）
- 2005年，《字在自在：三十位學者書法‧空間‧詩的對談》，遠見天下出版（ISBN 9789864174287）
- 2006年，《沉墨似金：董陽孜作品集》，誠品書店出版
- 2007年，《心弦－無聲之音：董陽孜作品》，誠品書店出版
- 2008年，《沉默是金：董陽孜作品集》，誠品書店出版（ISBN 9789868457331）
- 2009年，《對話－董陽孜書法作品集》，臺北當代藝術館出版
- 2009年，《墨韻無邊 : 董陽孜書法作品》，高雄市立美術館出版（ISBN 9789860191103）
- 2012年，《獨樂：董陽孜作品集》，誠品書店出版（ISBN 9789868786042）
- 2013年，《觀易：董陽孜作品集》，誠品書店出版（ISBN 9789868975965）
- 2014年，《老莊說：董陽孜作品集》，誠品書店出版（ISBN 9789869058124）
- 2015年，《誠：移動中的雕塑》，遠見天下出版（ISBN 9789863206705）